# John Clelland
John White Clelland (ur. 6 stycznia 1863 w Hamilton, zm. 7 września 1944 w Larkhall) – szkocki piłkarz występujący na pozycji pomocnika.
W reprezentacji Szkocji wystąpił jeden raz, 28 marca 1891 w wygranym 2:1 meczu British Home Championship z Irlandią.